# Championnats de France de triathlon longue distance 2017
Navigation
Édition précédente Édition suivante
Les championnats de France de triathlon longue distance 2017,  se sont déroulés à Dijon en Bourgogne-Franche-Comté le dimanche 2 juillet 2017.

## Résultats
Lss tableaux présentent le « Top 10 » des championnats hommes et femmes..
| Place              | Triathlète         | Temps           |
| ------------------ | ------------------ | --------------- |
| Médaille d'or      | Valentin Rouvier   | 4 h 8 min 7 s   |
| Médaille d'argent  | Jérémy Jurkiewicz  | 4 h 10 min 21 s |
| Médaille de bronze | Kevin Rundstadler  | 4 h 11 min 32 s |
| 4                  | Erwan Jacobi       | 4 h 13 min 19 s |
| 5                  | Étienne Diemunsch  | 4 h 13 min 55 s |
| 6                  | David berthou      | 4 h 14 min 13 s |
| 7                  | Jean-Eudes Demaret | 4 h 14 min 13 s |
| 8                  | Robin Moussel      | 4 h 14 min 31 s |
| 9                  | Sébastien Stalder  | 4 h 14 min 48 s |
| 10                 | Jérôme Blanc       | 4 h 15 min 44 s |

| Place              | Triathlète            | Temps           |
| ------------------ | --------------------- | --------------- |
| Médaille d'or      | Charlotte Morel       | 4 h 35 min 43 s |
| Médaille d'argent  | Sabrina Monmarteau    | 4 h 47 min 47 s |
| Médaille de bronze | Isabelle Ferrer       | 4 h 49 min 30 s |
| 4                  | Anaïs Robin           | 4 h 51 min 5 s  |
| 5                  | Céline Carrez         | 4 h 55 min 8 s  |
| 6                  | Amandine Commere      | 4 h 56 min 11 s |
| 7                  | Léna Berthelot-Moritz | 4 h 57 min 31 s |
| 8                  | Adrienne Langlois     | 4 h 57 min 59 s |